# Matej Hrstić
Matej Hrstić, né le 11 août 1996 à Ljubuški en Bosnie-Herzégovine, est un handballeur croate du Limoges Handball et de l'équipe nationale croate.

## Biographie
Matej Hrstić évolue d'abord au HRK Izviđač Ljubuški avec lequel il remporte le Championnat de Bosnie-Herzégovine en 2016. Il rejoint ensuite le club croate du RK Zagreb avec lequel il réalise trois doublés Championnat-Coupe de Croatie en 2018, 2019 et 2021.
En janvier 2022, il est recruté par le Limoges Handball pour pallier la blessure de Martin Lindell,,.
Avec l'équipe nationale croate, il participe notamment au Championnat d'Europe 2020, où il remporte une médaille d'argent. Il fait également partie de la pré-sélection Croate pour le Championnat d'Europe 2022.